# Qatar-4
Qatar-4 är en ensam stjärna belägen i den mellersta delen av stjärnbilden Andromeda. Den har en skenbar magnitud av ca 13,60 och kräver ett kraftfullt teleskop för att kunna observeras. Baserat på parallax enligt Gaia Data Release 3 på ca 3,057 mas beräknas den befinna sig på ett avstånd av ca 1 070 ljusår (ca 327 parsec) från solen. Den rör sig närmare solen med en heliocentrisk radialhastighet av ca -29 km/s.

## Egenskaper
Qatar-4 är en gul till vit stjärna i huvudserien av spektralklass K1 V. Den har en massa av ca 0,86 solmassor, en radie av ca 0,80 solradier och utsänder energi från dess fotosfär motsvarande ca 0,48 gånger solen vid en effektiv temperatur av ca 5 200 K. Qatar-4 har en liknande metallisk halt som solen och roterar med en hastighet av 7,1 km/s.   

## Planetsystem
År 2016 upptäckte Qatar Exoplanet Survey en exoplanet, Qatar-4 b, i omlopp kring Qatar-4. Qatar-4b är en superjupiter som kretsar kring stjärnan med en omloppsperiod av 1,8 dygn. Perioden motsvarar en separation på cirka 0,03 AE, vilket är nästan 20 gånger närmare än Merkurius är solen. Trots det har den en perfekt rund omloppsbana. Eftersom värdstjärnan är en aktiv stjärna kan Qatar-4 b förstöras av tidvattenvågor från stjärnan.  
| Planet | Massa          | Halv storaxel (AE) | Siderisk omloppstid (d) | Excentricitet      | Inklination | Radie                 |
| ------ | -------------- | ------------------ | ----------------------- | ------------------ | ----------- | --------------------- |
| b      | 5,26 ± 0,21 MJ | 0,02861 ±          | 1,80536494 ± 9−7        | 0,046 +0,064−0,034 | 87,5 ± 1,6° | 1,083 +0,022−0,021 RJ |